# Hauke Hückstädt

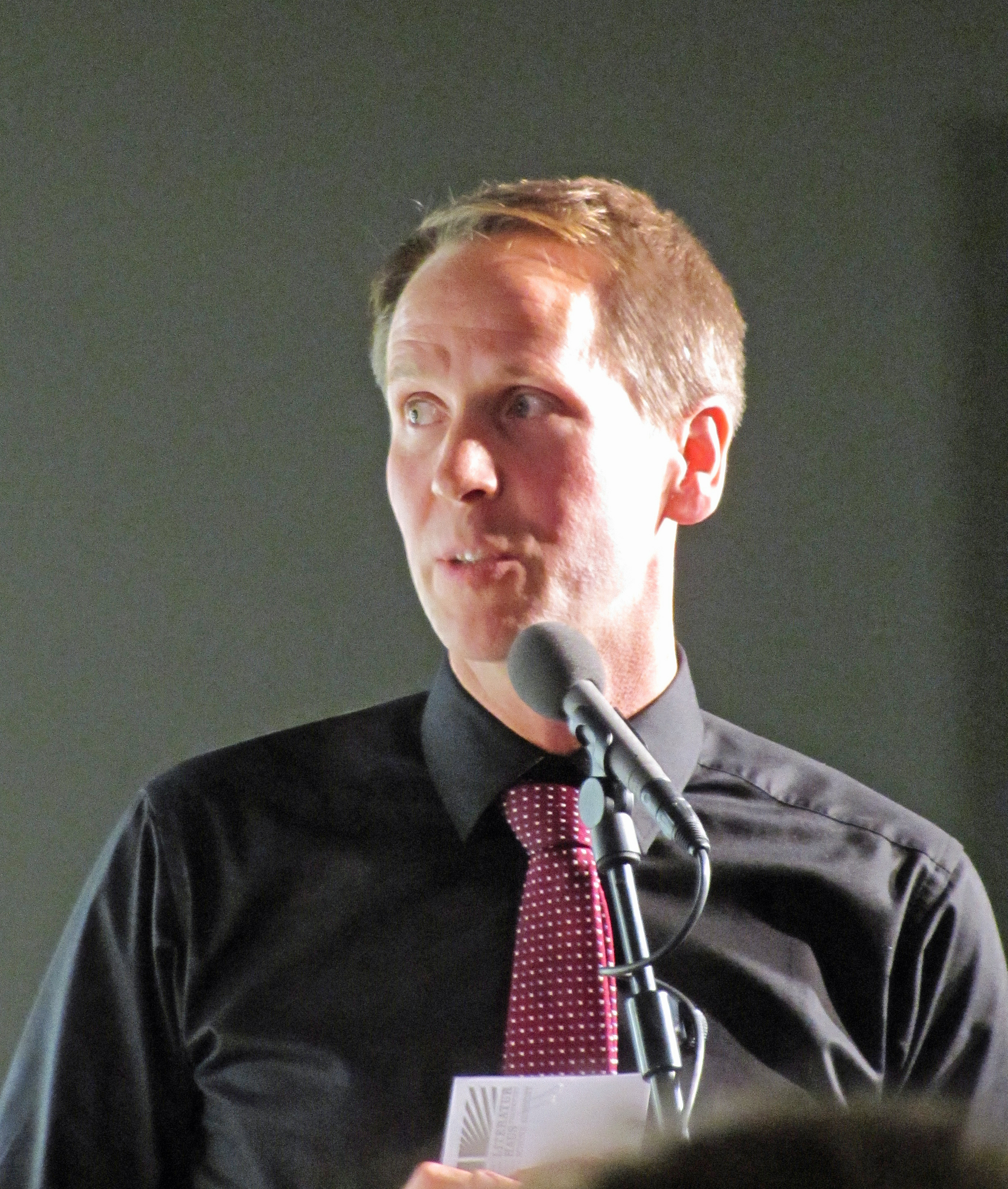
Hauke Hückstädt (2010)

Hauke Hückstädt (* 20. August 1969 in Schwedt/Oder) ist ein deutscher Literaturvermittler, Autor und Literaturkritiker.

## Leben
Hückstädt siedelte gemeinsam mit einem Teil seiner Familie im Februar 1984 von Schwedt/Oder nach Hannover über. Im Jahr 1989 schloss er eine Lehre zum Tischler mit Gesellenbrief ab. Anschließend folgten Abitur und Zivildienst als Rettungssanitäter beim DRK-Hannover. Von 1993 bis 1999 absolvierte er ein Studium der Germanistik und Geschichte an der Leibniz Universität Hannover.
Von 1995 bis 2001 war er tätig im Leitungsteam der Veranstaltungsinstitution Literarischer Salon Hannover. Ab 1999 schrieb er Literaturkritiken für das Radio und vor allem für verschiedene Zeitungen, darunter Hannoversche Allgemeine Zeitung, Frankfurter Rundschau, Der Tagesspiegel, Literaturen, Die Zeit. Er veröffentlichte Gedichte, Übersetzungen, Aufsätze, Porträts, Reden und Essays in Zeitungen und Zeitschriften wie zum Beispiel Akzente, manuskripte, Süddeutsche Zeitung, Die literarische Welt, Bella triste und in zahlreichen Anthologien. Er war unter anderem Mitglied der Jury für den Hilde-Domin-Preis, der Stiftung Buchkunst, des Deutschen Buchpreises 2019 oder auch langjähriger Juror der hr2-Hörbuchbestenliste. Hückstädt ist Kuratoriumsmitglied und Fachkurator für Literatur der Jürgen Ponto-Stiftung und Mitglied der Akademie Deutscher Buchpreis.
Im Sommer 2000 war er Assistent der Programmleitung Wörter:Welt im Deutschen Pavillon auf der EXPO 2000. Von Oktober 2000 bis April 2010 war er Geschäftsführer und Programmleiter der Veranstaltungsinstitution Literarisches Zentrum Göttingen e. V.. Seit 2004 erhält er in loser Folge Lehraufträge der Georg-August-Universität Göttingen, der Johann Wolfgang Goethe-Universität Frankfurt am Main sowie am Deutschen Literaturinstitut Leipzig zu Themen der Gegenwartspoesie, Literaturvermittlung oder Lesebühnenpraxis. Im September 2008 war er als 1. Artist in Residence an der Universität Nanjing in China tätig. Seit Juli 2010 ist er Leiter des Literaturhauses Frankfurt am Main e. V. Die Essayistin Ines Geipel widmete sich in Generation Mauer (Klett-Cotta 2014) u. a. seiner Herkunft und seinem Werdegang.
Seit 1. Juli 2020 ist Hückstädt als Nachfolger von Rainer Moritz Vorstandsvorsitzender und Sprecher des deutsch-österreichisch-schweizerischen Netzwerks der Literaturhäuser e. V.
2024 wurde er mit dem Bundesverdienstkreuz am Bande ausgezeichnet.
Hückstädt lebt in Frankfurt am Main, ist verheiratet und Vater von zwei Töchtern.

## Werke

### Lyrik
- Matrjoschkaschritt. Eric van der Wal, Bergen 1995.
- Neue Heiterkeit. Zu Klampen, Lüneburg 2001, ISBN 3-933156-62-9.

### Herausgeberschaft
- Sujata Bhatt: Nothing is Black, Really Nothing. Gedichte. Aus dem Engl. von Jürgen Dierking, mit einem Nachwort von Adam Zagajewski. Wehrhahn, 1998, ISBN 3-932324-54-4.
- Dominik Graf – Verstörung im Kino. Der Regisseur von „Die Sieger“ im Gespräch mit Stefan Stosch über die Arbeit am Film. Mit einem Vorwort von Peter Körte. Wehrhahn, 1998, ISBN 3-932324-51-X.
- Mit Katrin Blumenkamp: Das Begehbare Feuilleton. Gespräche und Berichte aus dem Kulturbetrieb. Blumenkamp, 2005, ISBN 3-9810685-1-3.
- Mit Susanne Gaensheimer: Acht Betrachtungen. 8 Autoren, 8 Kunstwerke. Mit Beiträgen von Helene Hegemann, Peggy Mädler, Thomas Pletzinger, Judith Schalansky, Saša Stanišić u. a. Henrich Editionen, 2013, ISBN 978-3-943407-20-4.
- Mit Felix Krämer: Deutschstunden. Autoren über Emil Nolde. Mit Beiträgen von Sascha Anderson, Michael Fehr, Katharina Hacker, Jacques Palminger, Monika Zeiner u. a. Prestel, 2014, ISBN 978-3-7913-5368-5.
- Mit Peter Gorschlüter: Acht Betrachtungen II. 8 Autoren, 8 Kunstwerke. Mit Beiträgen von Jan Brandt, Lars Brandt, Nino Haratischwili, Karen Köhler, Annette Pehnt, Ulrich Peltzer, Teresa Präauer, Tilman Rammtest. Henrich Editionen, 2016, ISBN 978-3-943407-64-8
- Mit Friederike von Bünau: 95 Anschläge. Thesen für die Zukunft Mit Beiträgen von Johann Hinrich Claussen, Svenja Flaßpöhler, Ines Geipel, Caroline Link, Edgar Reitz, Edgar Selge, Peter Stamm u. v. a. S. Fischer, 2017, ISBN 978-3-10-397292-4
- LiES! Das Buch. Literatur in Einfacher Sprache. Geschichten von Alissa Walser, Anna Kim, Arno Geiger, Henning Ahrens, Jens Mühling, Judith Hermann u. v. a. Piper, 2020, ISBN 978-3-492-07032-4
- LiES! Das zweite Buch. Literatur in Einfacher Sprache. Geschichten von Annette Pehnt, Christoph Biermann, Elisa Diallo, Ferda Ataman, Julia Schoch, Kristof Magnusson, Miku Sophie Kühmel, Paul Bokowski, Sasha Marianna Salzmann, Saskia Hennig von Lange, Tonio Schachinger, Wolfgang Schorlau. Piper, 2023, ISBN 978-3-492-07221-2
- Mit Karin Vach, Teresa Sansour, Stefanie Köb: LiES! Das Buch im Unterricht. Literatur in Einfacher Sprache - Didaktische Handreichung Mit Beiträgen von Hauke Hückstädt, Karin Vach, Teresa Sansour, Stefanie Köb. Friedrich Verlag. Klett Kallmeyer, 2023, ISBN 978-3-7727-1753-6
- Mit Oliver Elser: Acht Orte. Acht Autoren Mit Beiträgen von Amanda Lasker-Berlin, Zsuzsa Bánk, Eckhart Nickel, Jakob Nolte, Britta Boerdner, Jan Brandt, Manja Präkels, Anna Yeliz Schentke. Henrich Editionen 2025, ISBN 978-3-96320-081-6

### Übersetzungen
- Michael Hofmann: Und dann folgte der große Krach. Gedichte. In: Akzente. Nr. 4/2000, ISSN 0002-3957.
- David Constantine: Emblem, Obst, Beichtstuhl. Gedichte. In: Akzente. Nr. 6/2005, ISSN 0002-3957.
- David Constantine: Etwas für die Geister. Gedichte. Aus dem Englischen von Johanna Dehnerdt und Hauke Hückstädt. Wallstein, Göttingen 2007, ISBN 978-3-8353-0103-0.